# Collegio plurinominale Sardegna - 02
Il collegio elettorale plurinominale Sardegna - 02 è stato un collegio elettorale plurinominale della Repubblica Italiana per l'elezione della Camera tra il 2017 ed il 2022.

## Territorio
Come previsto dalla legge elettorale italiana del 2017, il collegio era stato definito tramite decreto legislativo all'interno della circoscrizione Sardegna.
Il collegio comprendeva la zona definita dai tre collegi uninominali Sardegna - 02 (Nuoro), Sardegna - 04 (Sassari) e Sardegna - 05 (Olbia).

## Dati elettorali

### XVIII legislatura
Come previsto dalla legge elettorale, 386 deputati erano eletti in 63 collegi plurinominali con ripartizione proporzionale a livello nazionale tra le coalizioni e le singole liste che avessero superato la soglia di sbarramento stabilita.
Nel collegio venivano eletti 7 deputati.
| Liste          | Liste                    | Proporzionale | Proporzionale | Proporzionale | Maggioritario | Maggioritario | Maggioritario |  |
| Liste          | Liste                    | Voti          | %             | Seggi         | Voti          | %             | Seggi         |  |
| -------------- | ------------------------ | ------------- | ------------- | ------------- | ------------- | ------------- | ------------- |  |
|                | Movimento 5 Stelle       | 165 786       | 42,70         | 2             | 165 786       | 42,70         | 3             |  |
|                | Forza Italia             | 59 222        | 15,25         | 1             | 117 743       | 30,32         | –             |  |
|                | Lega                     | 39 841        | 10,26         | –             | 117 743       | 30,32         | –             |  |
|                | Fratelli d'Italia        | 14 415        | 3,71          | –             | 117 743       | 30,32         | –             |  |
|                | Noi con l'Italia – UDC   | 4 265         | 1,10          | –             | 117 743       | 30,32         | –             |  |
|                | Partito Democratico      | 61 727        | 15,90         | 1             | 71 242        | 18,35         | –             |  |
|                | +Europa                  | 6 678         | 1,72          | –             | 71 242        | 18,35         | –             |  |
|                | Italia Europa Insieme    | 1 947         | 0,50          | –             | 71 242        | 18,35         | –             |  |
|                | Civica Popolare          | 890           | 0,23          | –             | 71 242        | 18,35         | –             |  |
|                | Liberi e Uguali          | 11 215        | 2,89          | –             | 11 215        | 2,89          | –             |  |
|                | Autodeterminatzione      | 9 926         | 2,56          | –             | 9 926         | 2,56          | –             |  |
|                | CasaPound                | 3 427         | 0,88          | –             | 3 427         | 0,88          | –             |  |
|                | Potere al Popolo!        | 3 061         | 0,79          | –             | 3 061         | 0,79          | –             |  |
|                | Il Popolo della Famiglia | 2 341         | 0,60          | –             | 2 341         | 0,60          | –             |  |
|                | Partito Comunista        | 2 338         | 0,60          | –             | 2 338         | 0,60          | –             |  |
|                | Partito Valore Umano     | 1 221         | 0,31          | –             | 1 221         | 0,31          | –             |  |
| Totale         | Totale                   | 388 300       | 100           | 4             | 388 300       | 100           | 3             |  |
|                |                          |               |               |               |               |               |               |  |
| Schede bianche | Schede bianche           | 3 822         | 0,95          |               |               |               |               |  |
| Schede nulle   | Schede nulle             | 8 990         | 2,24          |               |               |               |               |  |
| Votanti        | Votanti                  | 401 112       | 64,26         |               |               |               |               |  |
| Elettori       | Elettori                 | 624 170       |               |               |               |               |               |  |

## Eletti

### Eletti nei collegi uninominali
| Collegio uninominale | Eletto | Eletto          | Partito |
| -------------------- | ------ | --------------- | ------- |
| 2. Nuoro             |        | Mara Lapia      | M5S     |
| 4. Sassari           |        | Mario Perantoni | M5S     |
| 5. Olbia             |        | Bernardo Marino | M5S     |

1. ↑  In data 10.12.2020 aderisce al gruppo misto, non iscritti; in data 13.01.2021 alla componente «Centro Democratico».
2. ↑  In data 20.01.2022 aderisce al gruppo misto, non iscritti; in data 04.05.2022 al gruppo Italia Viva - Italia C'è.

### Eletti nella quota proporzionale
| Movimento 5 Stelle         | Partito Democratico | Forza Italia    |
| -------------------------- | ------------------- | --------------- |
|                            |                     |                 |
| Alberto Manca Paola Deiana | Gavino Manca        | Pietro Pittalis |

1. 1 2  In data 21.06.2022 aderisce al gruppo Insieme per il futuro.